# Annaghdown
Annaghdown (iriska: Eanach Dhúin) är en grupp av byar i republiken Irland.   De ligger i grevskapet County Galway och provinsen Connacht, i den centrala delen av landet. Annaghdown ligger 8 meter över havet och antalet invånare är 234. Byarna ligger vid sjön Lough Corrib.
Terrängen runt Annaghdown är platt. Trakten runt Annaghdown består i huvudsak av jordbruksmark.